# Ad libitum

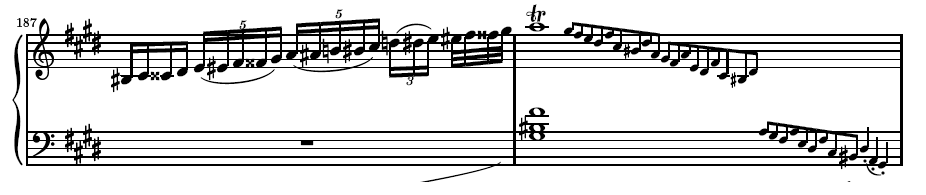
Exemple d'ad libitum (segon compàs) en el tercer moviment de la sonata No. 14 "Clar de Lluna" de Beethoven. Les notes petites que segueixen el trinat sobre la rodona no pertanyen al compàs, perquè en ser de 4/4, ja ha estat omplert per la rodona.

Ad libitum és una expressió llatina que significa 'al gust de cadascú'. Sovint s'abreuja com a Ad lib.
En música, aquestes paraules apareixen a les partitures indicant que la part és prescindible, com ara en acompanyaments innecessaris. També s'utilitza en aquells passatges que s'interpreten amb un temps lliure. Aquesta llibertat es troba a vegades en finals expressius. Sovint, un grup de notes que està ad libitum té una mida més petita que la resta; i en aquest cas, ja no s'escriu l'expressió.
L'expressió repetició ad libitum significa que el passatge pot ser repetit un nombre arbitrari de vegades.
En alimentació animal es fa servir per indicar que no existeixen restriccions al menjar que té a disposició l'animal.